# Modèle de Schwinger
En physique, le modèle de Schwinger, du nom du physicien Julian Schwinger, est le modèle décrivant l'électrodynamique quantique euclidienne 2D avec un fermion de Dirac. Ce modèle expose une brisure spontanée de symétrie de la symétrie U(1) à cause du condensat chiral dû à une réserve d'instantons. Le photon devient maintenant une particule massive. Ce modèle peut être résolu exactement et est utilisé comme modèle-jouet pour d'autres théories plus complexes.
Le modèle a un lagrangien:
{\displaystyle {\mathcal {L}}=-{\frac {1}{4g^{2}}}F_{\mu \nu }F^{\mu \nu }+{\bar {\psi }}(i\gamma ^{\mu }D_{\mu }-m)\psi }
Où {\displaystyle F_{\mu \nu }=\partial _{\mu }A_{\nu }-\partial _{\nu }A_{\mu }} est égal à  {\displaystyle U(1)} la force du champ de photons, {\displaystyle D_{\mu }=\partial _{\mu }-iA_{\mu }} est la dérivée du covariant de jauge, {\displaystyle \psi } est la spinorbitale du fermion, {\displaystyle m} la masse du fermion et  {\displaystyle \gamma ^{0},\gamma ^{1}} forment la représentation 2D de l'algèbre de Clifford.

## Modèle de Schwinger sans masse
Dans une jauge où le potentiel vecteur est mis à zéro, le Hamiltonien du modèle devient pour {\displaystyle m=0}
{\displaystyle H=-i\int \psi ^{\dagger }\sigma ^{3}\partial _{x}\psi +\int dx{\frac {E^{2}}{2g^{2}}}}, 
où {\displaystyle \sigma ^{3}}est une matrice de Pauli, et le champ électrique satisfait l'équation de Maxwell-Gauss {\displaystyle \partial _{x}E=\psi ^{\dagger }\psi }. En utilisant une technique de bosonisation on peut réécrire ce Hamiltonien
{\displaystyle H=\int {\frac {dx}{2}}[P^{2}+(\partial _{x}\phi )^{2}+{\frac {\phi ^{2}}{g^{2}}}]}
qui est celui de l'Équation de Klein-Gordon à une dimension. Ses excitations de basse énergie sont donc des bosons massifs de spin 0. Les opérateurs de création de fermions générant une discontinuité du champ {\displaystyle \phi (x)}, il n'est pas possible de créer un fermion isolé, mais seulement des paires fermion-antifermion. Si le champ électrique à l'infini ne s'annule pas, on doit remplacer dans le Hamiltonien {\displaystyle \phi ^{2}/g^{2}} par {\displaystyle (\phi +\chi )^{2}/g^{2}} où  {\displaystyle \chi } est proportionnel au champ électrique à l'infini. Les opérateurs de création de fermions créant une discontinuité de {\displaystyle \phi } égale à {\displaystyle {\sqrt {\pi }}}, les fermions restent confinés sauf pour {\displaystyle \chi =\pm {\frac {\sqrt {\pi }}{2}}}. Dans ce cas, il est possible en faisant alterner les fermions et les antifermions d'obtenir des particules déconfinées,.

## Modèle de Schwinger massif
Pour {\displaystyle m\neq 0}, le Hamiltonien devient
{\displaystyle H=\int {\frac {dx}{2}}[P^{2}+(\partial _{x}\phi )^{2}+{\frac {\phi ^{2}}{g^{2}}}-m\cos {\sqrt {4\pi }}(\phi -\chi )]}
où {\displaystyle \chi } comme précédemment est proportionnel au champ électrique à l'infini. Pour {\displaystyle \chi =\pm {\frac {\sqrt {\pi }}{2}}}, le potentiel présente un double puits symétrique lorsque {\displaystyle m} est suffisamment grand, ce qui entraîne une brisure spontanée de symétrie. La transition de phase en fonction de {\displaystyle m} est dans la classe d'universalité du modèle d'Ising bidimensionnel.
Ce modèle expose le confinement des fermions et comme tel, est un modèle jouet pour la chromodynamique quantique. Une explication simple (bien que pas entièrement correcte) est que, en deux dimensions, l'énergie potentielle (classique) entre deux particules est une fonction linéaire, au lieu de la forme en 1/r en 4 dimensions (3 d'espace et 1 de temps).